# Caution World Tour
Il Caution World Tour è l'undicesimo tour della cantautrice Mariah Carey, a supporto del suo album Caution (2018).
È iniziato il 27 febbraio 2019 a Dallas e si è concluso ad Willemstad il 31 agosto dello stesso anno.

## Storia
Mariah Carey annunciò il tour tramite i suoi profili social il 22 ottobre 2018, rivelando le date nordamericane.

## Scaletta del tour

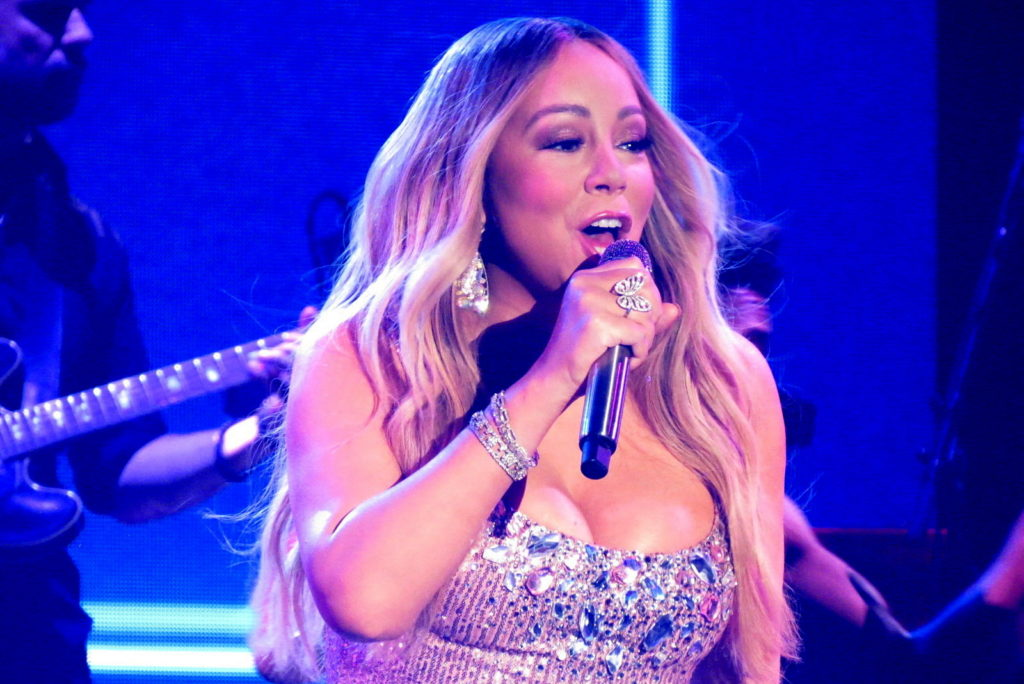
Mariah Carey in concerto ad Amsterdam.

Questa è la scaletta rappresentativa della data di Dallas del 27 febbraio 2018, non di tutte le date del tour:
1. A No No
2. Dreamlover
3. You Don't Know What to Do / Emotions
4. Anytime You Need a Friend
5. Fantasy
6. Always Be My Baby
7. GTFO
8. Caution
9. 8th Grade
10. Stay Long Love You
11. My All
12. Portrait
13. Vision of Love
14. Never Too Far
15. Didn't Meant to Turn You On
16. Heartbreaker / Heartbreaker Remix
17. Touch My Body
18. We Belong Together
19. With You
20. Hero

## Date
| Date             | Città         | Paese        | Luogo                                  |
| Nord America     | Nord America  | Nord America | Nord America                           |
| ---------------- | ------------- | ------------ | -------------------------------------- |
| 27 febbraio 2019 | Dallas        | Stati Uniti  | The Pavilion at Toyota Music Factory   |
| 1 marzo 2019     | Houston       | Stati Uniti  | Smart Financial Centre                 |
| 2 marzo 2019     | Biloxi        | Stati Uniti  | Beau Rivage Theatre                    |
| 5 marzo 2019     | Atlanta       | Stati Uniti  | Fox Theatre                            |
| 6 marzo 2019     | Louisville    | Stati Uniti  | The Louisville Palace                  |
| 8 marzo 2019     | Detroit       | Stati Uniti  | Fox Theatre                            |
| 8 marzo 2019     | Indianapolis  | Stati Uniti  | Old Nation Centre                      |
| 9 marzo 2019     | Chicago       | Stati Uniti  | Chicago Theatre                        |
| 11 marzo 2019    | Minneapolis   | Stati Uniti  | State Theatre                          |
| 13 marzo 2019    | Milwaukee     | Stati Uniti  | Miller High Life Theatre               |
| 16 marzo 2019    | St. Louis     | Stati Uniti  | Stifel Theatre                         |
| 18 marzo 2019    | Pittsburgh    | Stati Uniti  | Benedum Center                         |
| 20 marzo 2019    | Toronto       | Canada       | Sony Centre for the Performing Arts    |
| 21 marzo 2019    | Rāma          | Canada       | Casino Rama                            |
| 23 marzo 2019    | Buffalo       | Stati Uniti  | Shea's Performing Arts Centre          |
| 25 marzo 2019    | New York      | Stati Uniti  | Radio City Music Hall                  |
| 30 marzo 2019    | Atlantic City | Stati Uniti  | Hard Rock Hotel & Casino Atlantic City |
| 31 marzo 2019    | Washington    | Stati Uniti  | MGM National Harbor                    |
| 3 aprile 2019    | Filadelfia    | Stati Uniti  | Metropolitan Opera House               |
| 5 aprile 2019    | Wallingford   | Stati Uniti  | Toyota Oakdale Theatre                 |
| 6 aprile 2019    | Bethlehem     | Stati Uniti  | Sands Casino Resort Bethlehem          |
| Europa           |               | Stati Uniti  |                                        |
| 22 maggio 2019   | Dublino       | Irlanda      | 3Arena                                 |
| 25 maggio 2019   | Londra        | Regno Unito  | Royal Albert Hall                      |
| 26 maggio 2019   | Londra        | Regno Unito  | Royal Albert Hall                      |
| 27 maggio 2019   | Londra        | Regno Unito  | Royal Albert Hall                      |
| 1 giugno 2019    | Parigi        | Francia      | Palais de congrès de Paris             |
| 2 giugno 2019    | Amburgo       | Germania     | Barclaycard Arena                      |
| 4 giugno 2019    | Aalborg       | Danimarca    | Aalborghallen                          |
| 10 giugno 2019   | Barcellona    | Spagna       | Festival Jardins Pedralbes             |
| 11 giugno 2019   | Bordeaux      | Francia      | Arkèa Arena                            |
| 13 giugno 2019   | Amsterdam     | Paesi Bassi  | Ziggo Dome                             |
| Nord America     |               |              |                                        |
| 11 luglio 2019   | Québec        | Canada       | Plains of Abraham                      |
| Sud America      |               |              |                                        |
| 31 agosto 2019   | Willemstad    | Curaçao      | World Trade Center Piscadera Bay       |